# Killing Music
Killing Music är ett göteborgsbaserat skivbolag, som startades våren 2006. De artister som är kontrakterade av bolaget är 047, Disco Digitale samt Baby Dont Hurt Yourself.

## Diskografi
- 26/4-06 - Disco Digitale - Computer Dreams
- 28/6-06 - 047 - Robopop (Vi tar CDn dit vi kommer)